# 分部信秋
分部 信秋（わけべ のぶあき）は、江戸時代前期の近江国大溝藩世嗣。

## 生涯
延宝3年（1675年）、4代藩主・分部信政の長男として誕生。母は飫肥藩主伊東祐由（祐次）の娘。
元禄2年（1689年）4月21日、15歳で徳川綱吉に御目見する。しかし、元禄9年（1696年）9月19日、父に先立って没した。享年22。高輪の東禅寺に葬られた。
同母弟の四郎五郎も早世しており、信秋死後の元禄11年（1698年）に生まれた側室所生の三弟・光忠が正徳4年（1714年）に大溝藩を継ぐこととなる。